# 2003 في الهند
فيما يلي قوائم الأحداث التي وقعت خلال عام 2003 في الهند.

## سياسة

### تعيين في المنصب
- 29 يوليو – آرون جايتلي وزير القانون والعدل [الإنجليزية]‏.

## أفلام
من الأفلام التي صدرت هذه السنة في الهند:
- 1 يناير – احترسي من إخراج Goutam Halder [الإنجليزية]‏.
- 1 يناير – إشك فيشك من إخراج كين غوش.
- 1 يناير – تيحزيب من إخراج خالد محمد (مخرج).
- 1 يناير – شبهورت ماهورت من إخراج Rituparno Ghosh [الإنجليزية]‏.
- 1 يناير – غدا قد يأتي وقد لا يأتي من إخراج Nikkhil Advani [الإنجليزية]‏.
- 8 أغسطس – كوي... ميل غايا من إخراج راكيش روشان.[1]

## وفيات

### يناير
- 1 يناير – شاه أحمد نوراني (مواليد 1926)

### فبراير
- 1 فبراير – كالبانا تشاولا (مواليد 1962)[2]

### أبريل
- 19 أبريل – ميرزا طاهر أحمد (مواليد 1928)

### يوليو
- 29 يوليو – جوني والكر (مواليد 1926) ممثل هندي.
- 31 يوليو – سردار محمد إبراهيم خان (مواليد 1915) سياسي باكستاني.

### سبتمبر
- 3 سبتمبر – محسن الزيدي (مواليد 1935)